# 1958年亚洲运动会
第三屆亞洲運動會于1958年5月24日至6月1日在日本首都东京举行，会期为9天。大会以“Ever onward—永远向前”作为亚洲运动会的口号。本屆亞運會共有20個國家及地區的1,820名運動員參與13個項目的競逐。

## 申办过程
东京在申办本届亚运会期间表现积极，向亞洲運動聯合會展示了举办城市东京的城市风貌，并特意投资13亿日元兴建容纳75000名观众的国立体育场，因而获得亞洲運動聯合會好评，同意其主办第3届亚运会。

## 圣火点燃者
第一个拿到奥运会金牌的亚洲人織田幹雄。

## 會徽

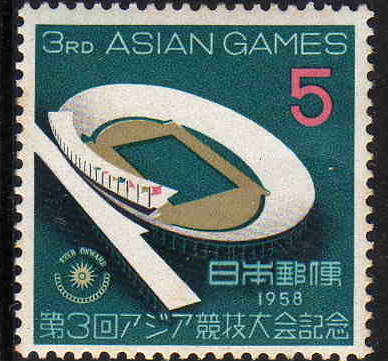
日本郵政部門發行的第三屆亞運會紀念郵票

第3屆亞運會會徽除亞奧理事會會徽圖案中的太陽光芒外，上方是亞奧理事會“EVER ONWARD（永遠向前）”的口號，下方有代表20個參賽國的20個圓環，圓環下方寫明了舉辦地。

## 焦点
中國奧林匹克委員會主席鄧傳楷1958年3月6日任第三屆亞洲運動會中國代表團籌備會主任，4月3日10時在臺北市立運動場主持選手集訓典禮，5月12日17時在婦聯會孺慕堂宋美齡向中國代表團鄧團長授旗，15日10時半在臺北市立體育館主持結訓典禮，16日20時率選手乘民航公司專機第二批赴日本。5月23日參加第三屆亞運會總裁日皇太子明仁在新宿御苑舉行的園遊會，5月24日至6月1日第三屆東京亞運會開賽，5月29日楊傳廣打破亞運紀錄蟬聯十項全能運動冠軍金牌，6月2日下午率選手搭民航機首批凱旋返臺北。

## 參賽國家及地區
| - 阿富汗（8） - 缅甸（36） - 柬埔寨（12） - 锡兰（11） - 香港（80） - 印度（79） - 印度尼西亚（66） - 伊朗（83） - 以色列（23） - 日本（287）（东道主） | - 马来亚（80） - 尼泊尔（7） - 北婆罗洲（8） - 巴基斯坦（87） - 菲律宾（152） - 中华民国（136） - 新加坡（54） - 韩国（120） - 南越南（32） - 泰国（47） |

## 比赛项目
| - 田徑 - 籃球 - 拳擊 - 自行车 - 跳水 - 足球 - 曲棍球 | - 射擊 - 游泳 - 乒乓球 - 網球 - 排球 - 舉重 - 摔跤 |

表演項目
- 羽毛球、柔道

## 奖牌榜
| 排名 | 国家／地区 | 金牌 | 银牌 | 铜牌 | 總數 |
| ---- | ---------- | ---- | ---- | ---- | ---- |
| 1    | 日本       | 67   | 41   | 30   | 138  |
| 2    | 菲律賓     | 8    | 19   | 21   | 48   |
| 3    |            | 8    | 7    | 12   | 27   |
| 4    | 中華民國   | 6    | 9    | 10   | 25   |
| 5    | 巴基斯坦   | 6    | 5    | 4    | 15   |
| 6    | 印度       | 5    | 3    | 3    | 11   |
| 7    | 伊朗       | 4    | 6    | 6    | 16   |
| 8    | 越南共和国 | 2    | 0    | 0    | 2    |
| 8    | 緬甸       | 2    | 0    | 0    | 2    |
| 9    | 新加坡     | 1    | 1    | 0    | 2    |
| 10   | 錫蘭       | 1    | 0    | 0    | 1    |
| 11   | 印度尼西亞 | 0    | 2    | 4    | 6    |
| 12   | 泰國       | 0    | 1    | 3    | 4    |
| 13   | 以色列     | 0    | 0    | 3    | 3    |
| 14   | 马来西亚   | 0    | 0    | 2    | 2    |
| 15   | 香港       | 0    | 0    | 1    | 1    |
| 總計 | 總計       | 110  | 94   | 97   | 301  |

## 重大事件及軼事
- 用“Ever onward—永遠向前”作為亞洲運動會的口號。
- 呈現綜合性國際體育大會的規模。
- 打破3項游泳世界紀錄，刷新47項亞運會紀錄。其中，田徑比賽的31個項目就有23個項目被刷新，平了兩項紀錄；21個游泳項目的紀錄有11個被打破；每項舉重比賽都刷新了紀錄。另外，日本選手打破了400米自由泳、400米接力賽和200米自由泳3項世界紀錄。美聯社評價說，亞洲運動員在大多數的比賽中，正向世界水平邁進。
- 在女子田賽的鐵餅項目的頒獎儀式中，發生了將銅牌得主的中華民國（台灣）的國旗掛反的失誤。